# Перковцы
Пе́рковцы (укр. Перківці) — село в Кельменецкой поселковой общине Днестровского района Черновицкой области Украины.
Первые упоминания о селе относятся к XVIII веку.
В 1946 году был организован колхоз «Дружба народов». Основное направление хозяйствования было выращивание зерновых и сахарной свеклы, с развитым мясо-молочным животноводством.
В селе были построены средняя школа, библиотека, детский сад, медпункт и роддом.
Неподалёку от села обнаружены поселения трипольской и черняховской культур.
Население по переписи 2001 года составляло 1399 человек.
До 2020 года входило в Кельменецкий район